# Ghost Whisperer
Ghost Whisperer (pt: Em Contacto / Entre Vidas) é uma série sobrenatural estadunidense criada por John Gray, que foi ao ar na CBS de 23 de setembro de 2005 a 21 de maio de 2010.
A série segue a vida de Melinda Gordon (Jennifer Love Hewitt), que tem a capacidade de ver e se comunicar com fantasmas. Enquanto tenta viver o mais normal possível — ela é casada e possui uma loja de antiguidades — Melinda ajuda os espíritos presos à Terra a resolver seus problemas e a atravessar para a luz, ou para o mundo espiritual. Suas tarefas são difíceis e, às vezes, ela lida com pessoas que a afastam e não acreditam em seu dom. Além disso, os fantasmas são misteriosos e às vezes ameaçadores a princípio, e Melinda deve usar as pistas disponíveis para entender as necessidades dos espíritos e ajudá-los. O programa foi criado por John Gray e produzido por Sander/Moses Productions e Jennifer Love Hewitt em associação com ABC Studios e CBS Television Studios.
Em 18 de maio de 2010, CBS cancelou o show após cinco temporadas.

## Enredo
Melinda Gordon (Jennifer Love Hewitt) é uma jovem mulher casada que consegue se comunicar com os espíritos que estão presos à Terra. Vive com o seu marido Jim Clancy (David Conrad), e mais tarde, com o seu filho Aiden Lucas (Connor Gibbs). É a proprietária da loja de antiguidades "Same as It Never Was". Os fantasmas que procuram a ajuda de Melinda pretendem enviar uma mensagem ou completar uma tarefa que irá colocar o seu espírito em repouso, e assim permitir-lhes atravessar para a luz. Aqueles que morreram com negócios inacabados ficam presos à Terra e não podem atravessar, e Melinda, como sua representante terrestre, os ajuda a encontrar a paz. O show não apresenta os fantasmas como tendo pecados; pelo contrário, é a própria culpa dos espíritos que os condena, e seu próprio medo de julgamento que os impede de "atravessar" para pós-morte.
A série também estrelou Aisha Tyler como Andrea Marino, a melhor amiga de Melinda, que administra a loja de antiguidades ao seu lado. Andrea é morta no final da primeira temporada. Durante a segunda temporada, Melinda conhece Delia Banks (Camryn Manheim), uma corretora de imóveis com quem faz amizade e concorda em ajudar na administração da loja. Delia fica chocada ao descobrir as habilidades de Melinda; de fato, a princípio, ela afirma que Melinda precisa de ajuda psicológica. Ela finalmente aceita o dom de Melinda, embora ela permaneça cética às vezes. Delia tem um filho chamado Ned Banks (Tyler Patrick Jones temps. 2–3, Christoph Sanders depois), que descobre sobre o dom de Melinda muito antes de sua mãe.
Melinda também faz amizade com Rick Payne (Jay Mohr), professor da Universidade Rockland. Ele ajuda Melinda a resolver os conflitos envolvendo os fantasmas durante a segunda e terceira temporadas. Ele parte na estréia da quarta temporada para uma expedição no Himalaia. O mesmo episódio apresentou Eli James (Jamie Kennedy), outro professor da universidade, que passa por uma experiência de quase-morte que desbloqueia a capacidade de ouvir fantasmas. Ao contrário de Melinda, ele não pode vê-los. Ele se torna um amigo íntimo de Melinda e a ajuda a investigar as assombrações.
A citação seguinte apareceu em todos os episódios da primeira e segunda temporadas, e foi referida sempre por Jennifer Love Hewitt, que interpreta a personagem principal da série:
"O meu nome é Melinda Gordon, e acabei de me casar. Me mudei recentemente para uma pequena cidade e abri uma loja de antiguidades. Sou uma pessoa como qualquer outra, exceto que desde a minha infância sei que falo com os mortos. Espíritos presos à Terra, como minha avó os chamava. Para contar-lhes a minha história, terei de contar a deles".

## Resumo da série

### 1ª temporada
A 1ª temporada introduz Romano, um antigo chefe religioso da Europa que influenciou os seus seguidores a cometer um suicídio em massa em 1930. O seu próprio suicídio transformou-o num espírito terrestre negativo. Durante toda a temporada, Romano faz aparições a Melinda para assustá-la, isto porque o seu objetivo é fazer exatamente o oposto que a jovem, e assim impedir que as almas terrestres façam a passagem para a Luz. Sua grande amiga e sócia Andrea morre em um acidente de avião, onde supostamente estava seu irmão, e este atinge seu carro. Após Romano ter tentado levar seu espírito, Melinda convence Andrea a encontrar a luz e ela fica finalmente em paz, reencontrando seu falecido pai, que a esperava.

### 2ª temporada
Na 2ª temporada, Melinda conhece Delia Banks, o seu filho Ned Banks, e o professor Rick Payne, os quais virão a conhecer a existência do dom de Melinda até o fim da temporada. Cada personagem, dependendo da sua personalidade, dá origem a reações contrastantes. Esta temporada gira em torno da linha fina que existe entre o mundo dos vivos e o mundo dos mortos. Melinda conhece um homem, cuja chegada a Grandview determina os eventos finais de uma desastrosa profecia que está em movimento, bem como o reforço do lado negro sobre a Luz. Melinda acaba morrendo no último episódio da temporada, porém é informada que ainda tem uma missão a cumprir e volta ao corpo, sendo ressuscitada pelas 4 crianças que sobreviveram aos 4 desastres que mataram inúmeras pessoas. Melinda vê a morte de perto nesta temporada.

### 3ª temporada
Depois de se aperceber que Gabriel Lawrence, o cruel homem que conheceu na temporada anterior, pode ser seu irmão, na 3ª temporada, Melinda procura na sua história familiar respostas às confusas questões que invadiram a sua mente. À medida que ela fica mais perto da verdade, mais perto de aprender o segredo de seu dom, da sua infância e do seu pai que a abandonou quando era pequena, Melinda entra numa jornada perigosa.

### 4ª temporada
Na 4ª temporada, Melinda conhece Eli James após um incêndio na Universidade Rockland e diz adeus ao seu grande amigo, Rick Payne, que deixa Grandview seguindo rumo a uma viagem de investigação. Depois de viver a sua própria tragédia familiar com a morte do seu marido, Melinda descobre que a sua vida nunca mais será igual. Nesta temporada, depois de o seu amor por Jim receber uma segunda oportunidade, ela descobre que está grávida.

### 5ª temporada
Nasce Aiden, o filho de Melinda. Segundo Carl, o guardião, Aiden poderá fazer mais coisas que a sua mãe. Melinda acaba encontrando os "Brilhantes" e as "Sombras", que estão curiosamente interessadas em fantasmas de crianças. Então, ela descobre que as Sombras são resquícios de pessoas cheias de dor e culpa que acabaram se tornando aquilo, e que os Brilhantes são as crianças que fizeram a travessia e que estão em um número muito maior do que as Sombras. Melinda é dominada por uma delas, mas é libertada pelos Brilhantes, sob liderança de Aiden, que conta com uma grande ajuda da Brilhante Cassidy. No fim, acabam por eliminar as sombras. É a última temporada da série.

## Elenco
- Jennifer Love Hewitt como Melinda Gordon
- Aisha Tyler como Andrea Marino (temporadas 1–2)
- David Conrad como Jim Clancy / Sam Lucas
- Camryn Manheim como Delia Banks (temporadaa 2–5)
- Jay Mohr como Professor Rick Payne (temporada 3; recorrente, temporada 2; participação especial, temporada 4)
- Christoph Sanders como Ned Banks (temporadas 4–5; recorrente, temporada 3)[a]
- Jamie Kennedy como Professor Eli James (temporadas 4–5)

## Produção

### Desenvolvimento
O início da ideia de "Ghost Whisperer" remonta, pelo menos, há dois anos antes da sua estreia, em 2005. O programa é baseado no trabalho do auto-intitulado médium James Van Praagh, que é simultaneamente co-produtor executivo da série e que, durante a exibição, atualizava regularmente um blog sobre o programa através da CBS. As histórias também se baseiam, em parte, no trabalho de Mary Ann Winkowski, igualmente médium.
A série foi produzida pela Sander/Moses Productions, em associação com CBS Television Studios e ABC Studios, e é filmada num lote na Universal Studios, em Hollywood. Uma das partes do lote é a Courthouse Square, da trilogia "De Volta ao Futuro", embora tenha sido drasticamente modificada para retratar Grandview, a cidade onde a série é retratada.
Os efeitos sonoros são completos graças ao Smart Post Sound e os efeitos visuais do episódio-piloto e de alguns episódios da 1ª temporada foram concluídos na Flash Film Works. No entanto, os efeitos visuais de quase toda a série, foram criados no Eden FX.
Michael Reitz é o cabeleireiro da protagonista da série, Melinda Gordon (Jennifer Love Hewitt). Ele já foi indicado ao Emmy cinco vezes e destacou-se pelo seu trabalho em Claudia Schiffer e Jennifer Garner, na série "Alias".

### Produção
O título do programa é uma referência à personagem principal.
A 1ª temporada estreou em 23 de setembro de 2005 e terminou em 6 de maio de 2006. Além de Jennifer e David, esta temporada contou também com a participação de Aisha Tyler no elenco. A 2ª temporada de "Ghost Whisperer" estreou em 22 de setembro de 2006 e terminou em 11 de maio de 2007, novamente nas noites de sexta-feira da CBS e durante o mesmo horário. Nesta temporada, Camryn Manheim ingressou no elenco após a saída de Aisha. Com ela, entraram também os atores regulares Jay Mohr e Tyler Patrick Jones. A 3ª temporada estreou em 28 de setembro de 2007. Devido à greve dos argumentistas, apenas 12 episódios foram concluídos. No entanto, assim que a greve terminou, a CBS anunciou que a série iria voltar em 4 de abril de 2008, com 6 episódios adicionais. Nesta temporada, Tyler Patrick Jones é trocado por Christoph Sanders, mas este actor só viria a participar em 4 episódios. Em 15 de fevereiro de 2008, CBS renovou "Ghost Whisperer" para sua 4ª temporada, a qual iria incluir Jamie Kennedy no elenco, uma vez que Jay Mohr sairia da série após a sua participação no primeiro episódio. O ator saiu da série depois de ter aceitado o papel de protagonista na série "Gary Unmarried". Também nesta temporada, Christoph Sanders ingressou no elenco como membro fixo. A 4ª temporada de "Ghost Whisperer" estreou na sexta-feira, 3 de outubro de 2008, e terminou em 15 de maio de 2009. Em 20 de maio de 2009, CBS renovou oficialmente a série para sua 5ª temporada. A quinta temporada estreou dia 25 de setembro de 2009 e marca a passagem de cinco anos na história. Conta já com o filho de Melinda, Aiden Lucas, aos cinco anos de idade. Com a passagem dos anos, Jim tornou-se médico.
A produção do programa custou em média US$ 3 milhões por episódio, um custo que é dividido entre ABC Studios e CBS Television Studios.

### Cancelamento
No dia 18 de maio de 2010, CBS cancelou oficialmente seis séries, dentre as quais estava inclusa "Ghost Whisperer". A emissora ABC chegou a manifestar interesse pela sua continuação. De acordo com o colunista Michael Ausiello, o produtor-executivo Ian Sander confirmou através de uma nota oficial que "Ghost Whisperer" não seria adicionada à grade de programação da ABC.

## Episódios
| Temporada | Temporada | Episódios | Exibição original      | Exibição original  |
| Temporada | Temporada | Episódios | Estreia de temporada   | Final de temporada |
| --------- | --------- | --------- | ---------------------- | ------------------ |
|           | 1         | 22        | 23 de setembro de 2005 | 5 de maio de 2006  |
|           | 2         | 22        | 22 de setembro de 2006 | 11 de maio de 2007 |
|           | 3         | 18        | 28 de setembro de 2007 | 16 de maio de 2008 |
|           | 4         | 23        | 3 de outubro de 2008   | 15 de maio de 2009 |
|           | 5         | 22        | 25 de setembro de 2009 | 21 de maio de 2010 |

## Audiências nos EUA
| Temporadas | # Eps | Dia e Hora         | Início de Temp.        | Fim de Temp.       | Espectadores (milhões) |
| ---------- | ----- | ------------------ | ---------------------- | ------------------ | ---------------------- |
| 1          | 22    | Sexta-feira, 20h00 | 23 de setembro de 2005 | 5 de maio de 2006  | 10.20                  |
| 2          | 22    | Sexta-feira, 20h00 | 22 de setembro de 2006 | 11 de maio de 2007 | 9.90                   |
| 3          | 18    | Sexta-feira, 20h00 | 28 de setembro de 2007 | 16 de maio de 2008 | 8.67                   |
| 4          | 23    | Sexta-feira, 20h00 | 3 de outubro de 2008   | 15 de maio de 2009 | 10.62                  |
| 5          | 22    | Sexta-feira, 20h00 | 25 de setembro de 2009 | 21 de saio de 2010 | 7.78                   |

"Ghost Whisperer" tornou-se rapidamente uma das séries-chave da CBS, ao ter uma posição de relevo no horário nobre com uma média de 9/10 milhões de telespectadores por episódio. 
Todos os episódios ao longo da 4ª temporada foram os vencedores no seu horário em relação ao número de espectadores, e fizeram com que a CBS se destacasse num horário como o "Friday night death slot", como é conhecido nos EUA. Também nesta temporada, as audiências chegaram a ultrapassar as de séries como "Lost" e "The Amazing Race". 14 episódios superaram os 10 milhões de espectadores e 7 superaram os 11 milhões. O episódio mais visto de toda a série foi o sétimo da 4ª temporada. Chama-se "Threshold", e foi visto por 11.57 milhões de espectadores.

## Prêmios e indicações
| Ano  | Prémio                       | Categoria                                                                                                | Recipientes e indicados                                                                               | Resultado | Refs   |
| ---- | ---------------------------- | --- | --- | --------- | ------ |
| 2006 | Saturn Awards                | Melhor Atriz em Televisão                                                                                | Jennifer Love Hewitt                                                                                  | Indicado  |        |
| 2006 | Emmy Awards                  | Melhor Design de Título Principal                                                                        | Ghost Whisperer                                                                                       | Indicado  |        |
| 2006 | Kids' Choice Awards          | Atriz de Televisão Favorita                                                                              | Jennifer Love Hewitt                                                                                  | Indicado  |        |
| 2006 | Teen Choice Awards           | TV — Melhor Programa                                                                                     | Ghost Whisperer                                                                                       | Indicado  |        |
| 2006 | Young Artist Awards          | Melhor Performance em uma Série de Televisão (Comedia ou Drama) – Participação Especial de um Jovem Ator | Joseph Castanon                                                                                       | Venceu    |        |
| 2007 | Saturn Awards                | Melhor Atriz em um Programa de Televisão                                                                 | Jennifer Love Hewitt                                                                                  | Venceu    | [ 25 ] |
| 2007 | Emmy                         | Melhor Composição Musical para uma Série Dramática                                                       | Episódio: "Love Never Dies"                                                                           | Indicado  |        |
| 2007 | Teen Choice Awards           | TV – Melhor Atriz em Drama                                                                               | Jennifer Love Hewitt                                                                                  | Indicado  |        |
| 2007 | Young Artist Awards          | Melhor Performance em uma Série de Televisão – Participação Especial de uma Jovem Atriz                  | Jenna Boyd                                                                                            | Indicado  |        |
| 2008 | Saturn Awards                | Melhor Atriz em Televisão                                                                                | Jennifer Love Hewitt                                                                                  | Venceu    |        |
| 2008 | TV Land Awards               | Personagem Favorito                                                                                      | Melinda Gordon – Jennifer Love Hewitt                                                                 | Indicado  |        |
| 2008 | Young Artist Awards          | Melhor Performance em uma Série de Televisão - Participação Especial de uma Jovem Atriz                  | Isabelle Fuhrman                                                                                      | Indicado  |        |
| 2009 | GLAAD Media Awards           | Episódio Individual Marcante (em uma série sem um personagem regular LGBT)                               | Episódio: "Slam"                                                                                      | Indicado  |        |
| 2009 | Emmy Awards                  | Efeitos Visuais Especiais Marcantes de uma Série                                                         | Episódio: "Ghost in the Machine"                                                                      | Indicado  |        |
| 2009 | Emmy Awards                  | Melhor Composição Musical para uma Série Dramática                                                       | Episódio: "Leap Of Faith"                                                                             | Indicado  |        |
| 2009 | Saturn Awards                | Melhor Atriz em Televisão                                                                                | Jennifer Love Hewitt                                                                                  | Indicado  |        |
| 2009 | Visual Effects Society Award | Efeitos Visuais Marcantes em uma Série de Emissora Aberta                                                | Episódio: "Ghost in the Machine" — Armen Kevorkian, Arthur J. Codron, Matt Scharf, & Stefan Bredereck | Indicado  |        |
| 2009 | Visual Effects Society Award | Modelos e Miniaturas Marcantes em um Programa de Emissora Aberta                                         | Episódio: "Save Our Souls" — Navio Claridon, Eric Hance                                               | Indicado  |        |
| 2010 | Saturn Awards                | Melhor Série de Televisão                                                                                | Ghost Whisperer                                                                                       | Indicado  |        |
| 2010 | Saturn Awards                | Melhor Atriz de Televisão                                                                                | Jennifer Love Hewitt                                                                                  | Indicado  |        |
| 2010 | Young Artist Awards          | Melhor Performance de Série de TV – Papel Recorrente de uma Jovem Atriz                                  | Madison Leisle                                                                                        | Indicado  |        |
| 2010 | Young Artist Awards          | Jovem Ator Convidado com 14 Anos ou Mais                                                                 | Hunter Gomez                                                                                          | Indicado  |        |
| 2011 | Young Artist Awards          | Jovem Atriz Convidada com 10 Anos ou Menos                                                               | Joey King                                                                                             | Indicado  |        |
| 2011 | Young Artist Awards          | Jovem Ator Convidado com 14–17 Anos                                                                      | Billy Unger                                                                                           | Indicado  |        |
| 2011 | Young Artist Awards          | Jovem Ator Convidado com 14–17 Anos                                                                      | Joey Luthman                                                                                          | Indicado  |        |
| 2011 | Young Artist Awards          | Jovem Atriz Convidada com 10 Anos ou Menos                                                               | Samantha Bailey                                                                                       | Venceu    |        |
| 2011 | Young Artist Awards          | Jovem Ator Recorrente com 10 Anos ou Menos                                                               | Connor Gibbs                                                                                          | Venceu    |        |

## Promoção na internet

### The Other Side
Uma série de webisódios intitulada "Ghost Whisperer: The Other Side" foi lançada no website oficial da série. Um total de oito webisódios e três extras foram produzidos (tal como trailers e bastidores) e disponíveis para visualização. Melinda Gordon nunca apareceu na série da Internet, uma vez que esta se passa inteiramente no mundo dos espíritos. No entanto, alguns fantasmas de "The Other Side" chegaram a participar em "Ghost Whisperer". No final da 2ª temporada da série da televisão, Zach fez uma aparição na tentativa de obter ajuda de Melinda antes de ser levado para o "lado negro", deixando a série da Internet em um suspense. No fim da 3ª temporada de "Ghost Whisperer", Melinda consegue convencer Zach a fazer a travessia. Assim, o elenco da 3ª temporada de "The Other Side" foi completamente renovado.
- A história da 1ª temporada segue o momento em que um jovem rapaz de entregas, Zach (Mark Hapka), morre no momento em que devia entregar um pacote. Quando se apercebe da sua existência depois da morte, ele aprende rapidamente como interferir com o mundo dos vivos, e assim se vingar de Danny (Matthew Alan), o homem que ele pensa que o matou e seu ex-melhor amigo.
- A 2ª temporada[26] de "The Other Side" manteve unicamente o ator Mark Hapka. De resto, todos os outros personagens eram novos. A história prosseguiu com a tentativa de Zach de escapar do "lado negro".
- A ação da 3 ª temporada[27] segue a tentativa do fantasma Marc (Justin Loyal Baker) de ajudar a sua antiga colega de colégio, Olivia (Jaimi Paige), a perceber que o seu noivo não a merece e que ele próprio é o seu verdadeiro amor, mesmo estando morto.

### and|SHAME|the|devil
andshamethedevil.net é um site ligado a "Ghost Whisperer". Ele é mencionado no episódio de estreia da 3ª temporada. Ao visitar o site e clicar na palavra bloody, este redireciona-o a um outro site: o rubloodymary.com. Ao clicar na estrela no canto superior direito, o site aparece partido em vários pedaços. Se mover as peças arrastando-as, revela-se a mensagem: "Meet Me In the Underworld", ou seja, "Encontre-me no Mundo Inferior".

### r|U|Bl00dy|Mary
rubloodymary.com é mencionado no segundo episódio da terceira temporada, "Don't Try This at Home", que destaca as características da lenda urbana Bloody Mary. Se, ao visitar este site, você clicar e mover o mouse para qualquer lugar, a página principal é atualizada, e assim, revela-se uma outra imagem onde se lê "…até que ela está presa no subsolo". Entre outros, há o link "stories" que os direciona a um livro com um conto sobre Bloody Mary.

### Penthius
Na série, o site Penthius é frequentemente utilizado por Melinda para procurar informações sobre as famílias e os fantasmas que ela está a investigar em Grandview. Um fã criou o Penthius.Info para promover a série. Na realidade, este site é um motor de busca livre como o Google e o Youtube.